# Jana Pavlič
Jana Pavlič, slovenska dramaturginja, pisateljica, esejistka, publicistka, prevajalka in raziskovalka, * 18. junij 1962, Ljubljana, Slovenija.

## Življenjepis
1986 Diplomirala iz primerjalne književnosti in francoščine na Univerzi v Ljubljani (Iskanje izgubljenega časa in problem romana v modernizmu). 

1990/1991 podiplomski študij-specializacija pri profesorju Gilbertu Lascaultu - Problemes et resultats des approches thematiques de l'art (Problemi in rezultati tematskih pristopov do umetnosti) in na Haute ecole en sciences sociales pri Jacquesu Derridaju. 
1995/1996 10-mesečna štipendija francoske vlade za specialistični študij kulturnih politik pod okriljem francoskega Ministrstva za kulturo in francoske komisije UNESCO ter burgundske univerze (Universite de Bourgogne, etudes des politiques culturelles) v Franciji in Kanadi.
1991/1992 direktorica gledališča Koreodrama v Ljubljani. 

1992-1995 umetniški producent in dramaturški sodelavec v Slovenskem mladinskem gledališču v Ljubljani in Kozmokinetičnem kabinetu Noordung.

1995-1997 svetovalka ministra za gledališko dejavnost na Ministrstvu za kulturo Republike Slovenije.

1998-2005 direktorica in soustanoviteljica Centra za raziskave scenskih umetnosti – DELAK; soustanoviteljica revije Maska, soustanoviteljica festivala sodobnih odrskih umetnosti EXODOS. 

2000 soustanoviteljica mednarodnega projekta Laboratorio intermediale tra le arti s sedežem v Gorici pod patronatom goriške province. 

2001 kot ekspert za kulturne politike preko Sveta Evrope angažirana pri Združenih narodih na Kosovu za izvedbo regulativnih dokumentov za odrske in vizualne umetnosti ter film; raziskava za Ministrstvo za kulturo RS o organiziranju in financiranju scenskih umetnosti v Sloveniji znotraj evropskega okvira.
2011-2013 svetovalka za uprizoritvene umetnosti Maribor, Evropska prestolnica kulture 2012, avtorica koncepta in mednarodnega programa Oder med nebom in zemljo
2014-2017 selekcija predstav za mednarodni abonma Veličastnih sedem, Cankarjev dom.

## Področja delovanja in raziskovanja
Diplomirala je iz primerjalne književnosti in francoščine na ljubljanski Filozofski fakulteti in se podiplomsko iz filozofije in kulturnih študij izpopolnjevala v tujini. Med drugim je bila direktorica gledališča Koreodrama, umetniški producent in dramaturški sodelavec v Slovenskem mladinskem gledališču, svetovalka ministra za gledališko dejavnost na Ministrstvu za kulturo RS. Je tudi soustanoviteljica revije Maska, festivala sodobnih odrskih umetnosti EXODOS in drugih mednarodnih in slovenskih projektov. Kot ekspert za kulturne politike je sodelovala s Svetom Evrope in Združenimi narodi. Kot kurator je zasnovala mednarodni gledališki program z naslovom Oder med nebom in zemljo v sklopu Evropske prestolnice kulture Maribor 2012. Sodelovala je pri oblikovanju gledaliških festivalov v tujini ter abonmaju Sedem veličastnih v Cankarjevem domu (2015/16, 2016/17). Kot avtorica tekstov, dramaturginja, prevajalka in umetniška producentka je sodelovala z vrsto režiserjev. Gledališke kritike, eseje in razprave je objavila v številnih domačih in tujih revijah. Iz francoščine in v francoščino je prevedla dela številnih prozaistov, dramatikov, filozofov in teoretikov. Za svoje delo je prejela francoski državni odlikovanji Chevalier des Arts et Lettres in Officier des Arts et Lettres. 
Kot avtorica tekstov, dramaturginja, prevajalka in umetniška producentka  je v zadnjih dveh desetletjih sodelovala z vrsto režiserjev (Dragan Živadinov, Vito Taufer, Diego de Brea, Dušan Mlakar, Matej Filipčič, Damir Zlatar-Frey, Eduard Miler, Emil Hrvatin, Zdravko Haderlap, Silviu Purcarete  …).
Kritike, eseje in razprave objavljala v številnih domačih in tujih revijah (Tribuna, Mladina, Demokracija, Dnevnik, Nova revija, Maska, Ampak, Alternatives Théâtrales, Du Theatre …).
Iz francoščine je prevedla dela številnih prozaistov, dramatikov, filozofov in teoretikov (Michel Tournier, Samuel Beckett, Bernard-Marie Koltes, Jacques Derrida, Jean Baudrillard, Jacques Lacan, Georges Bataille, Henri Michaux, J.K. Huysmans, Louis Aragon, Angela Carter in še mnogi drugi). V francoščino pa pesniško igro Daneta Zajca Otroka reke.

## Dramaturgije, dramatizacije, avtorstva tekstov
- Damir Zlatar-Frey: Prihajajo (po  Stolih Eugèna Ionesca), Koreodrama Ljubljana, 1992
- 1:100.000, Kozmokinetični kabinet Noordung, Dragan Živadinov, 1994
- 1:1, Kozmokinetični kabinet Noordung, Dragan Živadinov, 1995
- Renate Schuppp: Rumeno čudo, režija Diego de Brea, LGL, 1999
- Obred poslavljanaja, likvidatura Atraktor, Dragan Živadinov, Slovensko mladinsko gledališče in Kozmokinetično gledališče Noordung,  1998
- Obred poslavljanja, tisoč let filma, Dragan Živadinov, SMG in Kozmokinetično gledališče Noordung, 1999
- Gravitacija nič Noordung, (Kozmokintetični kabinet Noordung in Projekt Atol
- Dragan Živadinov: Trije izdelki Noordung, SNG Drama, Ljubljana, 2000.
- Jana Pavlič: Cimetovček, režija Dušan Mlakar, Lutkovno gledališče Ljubljana, 2001
- OHO organizem – obred poslavljanja od Tanka, Dragan Živadinov, projekt Atol, 2002
- Supremat – obred poslavljanja od NSK, Dragan Živadinov, Slovensko mladinsko gledališče, 2002
- Sintapiens, avatar, umbot, Kozmokinetično gledališče Noordung, Dragan Živadinov, 2006
- La La La , režija: Matej Filipčič, tekst in dramaturgija: Jana Pavlič, OSUM & Bunker, 2007
- Jana Pavlič:Tosca, režija: Matej Filipčič, tekst in dramaturgija: Jana Pavlič, OSUM & MGL, 2008
- Sanja Nešković Peršin: 33 obratov, dramaturgija in libretto: Jana Pavlič, Muzeum in Španski borci, 2012/2013.
- Guillame Appollinaire: Sto tisoč batin,Ivan Peternelj, dramaturgija: Jana Pavlič, Slovensko mladinsko gledališče in ŠKUC, 2013.
- Angel Spomina, režija, koncept in koreografija Zdravko Haderlap po romanu Maje Haderlap Angel pozabe, dramaturgija, koncept JP, Transformale 2013, Lepena.(predstava je prejela najvišnje priznanje avstrijske vlade: Outstanding artist award)
- Pablo Picasso: Za rep ujeta želja, Barbara Novakovič, dramatizacija in dramaturgija: Jana Pavlič, Muzeum, Ljubljana 2014
- Ivo Svetina. ABC oder Krieg, Barbara Novakovič,dramaturgija: Jana Pavlič, Muzeum in PG Kranj, 2015.
- Božji nasmeh, koncept in režija Zdravko Haderlap, koncept in dramaturgija: Jana Pavlič, Borovlje, Slovenska prosvetna zveza, Celovec, 2016.
- Chagall, Ivan Peternelj, dramaturginja, Mini teater, 2016.
- Prokofjev, Ivan Peternelj: Peter in volk, Opera SNG Ljubljana, 2017
- Oscar Wilde, Ivan Peternelj: Jetniška balada, Mini teater, 2017
- Denar in rit je treba skrit, po poeziji Maje Haderlap, režija Zdravko Haderlap, dramaturgija Jana Pavlič, Lepena, Avstrija, 2021

## Monografske publikacije

### Izvirna dela
- Jana Pavlič, Boris Pintar: Kastracijski stroji: gledališče in umetnost devetdesetih (knjiga in cd-rom), Delak in Maska, Ljubljana, 2001
- La Chouette et le Hibou, ©Le bruit des autres, 2006 (proza)

### Prevodi iz francoščine v slovenščino (izbor)
- Michel Tournier: Le roi de aulnes – Jelšev kralj, Cankarjeva založba, 1994
- J.K. Huysmans: A rebours – Proti toku, Karantanija, 1994
- Gilles Deleuze: Rhizome (essai), Hyperion 2000
- Emile Benveniste: Le jeu comme structure – Igra kot struktura, Hyperion, 2001
- Georges Bataille: Hegel, la mort et le sacrifice – Hegel, smrt ali žrtvovanje, Hyperion, 2001
- Boris Vian: Rdeča trava, Goga, 2004
- André Pieyre de Mandiargues: Motoristka, Goga, 2007
- Jacques Derrida: Forcener le subjectil – Razsmisliti subjektil, Hyperion, 2008
- Thomas Gunzig: Najmanjši živalski vrt na svetu, Goga, 2008
- Jacques Derrida: Feu la cendre – Ogenj pepel, Hyperion, 2009
- Boris Vian: Srceder , Goga, 2009
- Giles Deleuze: Le pli / Guba, Študentska založba, zbirka Koda, 2009
- Jacques Derrida: Ostroge, Nietzschejevi stili, Hyperion, 2010
- Giles Deleuze: Proust in znaki, Študentska založba, zbirka Koda, 2012
- Jack Lang: Lorenzo Veličastni, Hiša knjig, EPK Maribor, 2012
- Samuel Beckett: Mercier in Camier, Beletrina, 2015
- Clément Bénech: Slovensko poletje, Beletrina, 2015
- Victor Hugo: Triindevetdeset, Ljubljana : Beletrina, 2021
- Jules Verne: Dvajset tisoč milj pod morjem, Ljubljana: Beletrina, 2023

### Prevod iz slovenščine v francoščino
- Dane Zajc: Les Enfants de la rivière (Otroka reke), Editions de l’Amandier, Pariz, oktober 2003
- Oliver Frljić et al: Maudit soit le traitre à sa patrie (Preklet naj bo izdajalec svoje domovine), Festival Sens Interdit, Lyon,SMG Ljubljana, september 2013
- Vito Taufer et al: Les Portraits (Portreti), Slovensko mladinsko gledališče, Ljubljana, marec 2013.

### Prevodi za gledališče
- Bernard-Marie Koltès: Dans la solitude des champs de coton - V samoti bombažnih polj (Slovensko narodno gledališče Maribor, 1999
- Bernard-Marie Koltès: Roberto Zucco (SMG, Ljubljana, 1993, SNG Nova Gorica, 2000)
- Hervé Guibert: Les aveugles -  Slepci
- Samuel Beckett: Mercier et Camier
- Samuel Beckett: En attendant Godot
- Georges Feydeau: On purge bebe / Klistirajmo Srčka, SMG Ljubljana 2012/2013
- Pablo Picasso: Za rep ujeta želja, Muzeum, Ljubljana 2014
- Tolstoj-Purcarete: Vojna in mir, SNG Drama, MGL Ljubljana, Cankarjev dom, 2017

## Odlikovanji
Odlikovanje reda viteza umetnosti in literature francoskega Ministrstva za kulturo in komunikacije za prispevek k širjenju poznavanja francoske kulture in umetnosti izven Francije - Chevalier dans l’ordre des Arts et des Lettres du ministère français de la Culture et de la communication, 2003.
Odlikovanje reda oficirja umetnosti in literature francoskega Ministrstva za kulturo in komunikacije za izjemen prispevek k širjenju poznavanja francoske kulture in umetnosti izven Francije, - Officier dans l’ordre des Arts et des Lettres du ministère français de la Culture et de la communication, 2013.